# 刘昼
刘昼（514年？—565年？），又称刘子，字孔昭，籍贯为渤海阜城（今河北省交河，一说为今阜城县东韩村）是南北朝时期北齐文学家。

## 生平
北齐河清（562年—565年）初年举秀才，应试不第。无位，博学有才。昼伤己不遇，天下陵迟，播迁江表，故作《刘子》。
《刘子》十卷（或说五卷、三卷）一说为他所作，但大多数书籍认为是刘勰所作，也有说为刘歆，刘孝标作。早期的《隋书·经籍志·子部·杂家类》、《日本国见在书目·杂家类》、《崇文总目》未记载作者为何人。《旧唐书·经籍志·丙部·杂家类》、《新唐书·艺文志·丙部·杂家类》、敦煌遗书伯2721卷、伯3649卷《随身宝》、《通志·艺文略·诸子类·儒术》等书记载作者为刘勰，后期《宋史·艺文志·子部·杂家类》、《诸子辨》、《学林》记载为刘昼。后世有学者认为刘昼说是后来兴起的伪说。
天統年間（565年－569年）卒，時年五十二。

## 作品
- 《刘子》（又名《刘子新论》、《流子》、《德言》，一说为刘勰作品）[4]
- 《六和赋》
- 《高才不遇传》
- 《金箱璧言》
- 《刘子.求学》

## 脚注
1. ↑  唐袁孝政《刘子注·序》：“昼伤己不遇，天下陵迟，播迁江表，故作此书。”
2. ↑  唐袁孝政《刘子注·序》：“时人莫知，谓为刘勰，刘歆，刘孝标作。”
3. ↑  《北齊書·卷四四·列傳第三六》：天統中，卒於家，年五十二。
4. ↑  《刘子》作者问题研究述论 朱文民